# Marisol Espinoza
Marisol Espinoza Cruz (Castilla, 30 luglio 1967) è una politica, avvocata e giornalista peruviana.

## Biografia
Nata nel distretto di Castilla il 30 luglio 1967, studia giurisprudenza all'Università di San Martín de Porres e scienze dell'informazione presso l'Università di Piura. Dopodiché lavora come giornalista per la pagina economica del quotidiano El Tiempo di Piura, dove rimane fino agli inizi del 2006.

### Carriera politica
Entra in politica, iscrivendosi al Partito Nazionalista Peruviano. Si candida come congressista per il seggio di Piura alle elezioni generali del 2006, dove risulta eletta.
Nel 2011, con le successive elezioni, viene riconfermata congressista. In tali elezioni si candida inoltre come prima vicepresidente del paese sostenuta dal candidato presidenziale Ollanta Humala del partito Gana Perú. A seguito della vittoria di quest'ultimo viene nominata vicepresidente per il periodo 2011-2016, prima donna a ricoprire tale carica.
Rimane membro del PNP fino al 2015 a causa di alcune divergenze con Nadine Heredia, moglie del presidente Humala, allora presidente del partito. Entra quindi nel partito Alleanza per il Progresso.
Alle elezioni del 2016 viene nuovamente eletta come membro del Congresso per il periodo 2016-2021. Tuttavia, a causa della crisi politica e dello scioglimento anticipato del Congresso, rimane in carica fino al settembre 2019.